# Pfirschbach
Pfirschbach ist ein Ortsteil der Gemeinde Höchst im Odenwald im südhessischen Odenwaldkreis.

## Geographie
Pfirschbach liegt südwestlich von Hoechst im nordwestlichen Odenwald im Tal des Pfirschbaches, ca. 15 km nordwestlich von Erbach. Das geschlossenes Dorf befindet sich im Buntsandsteingebiet des Odenwaldes. Der Ortsteil Pfirschbach besteht aus der 214,1 Hektar umfassenden Gemarkung Pfirschbach.
An den Ortsteil Pfirschbach grenzen, vom Norden beginnend, im Uhrzeigersinn an die Orte Ober-Nauses, Kerngemeinde Höchst i. Odw, Annelsbach, Hummetroth und Hassenroth. Der Ort ist über die Kreisstraße 112 erreichbar, welche die Landesstraße 3318 bei Hering mit der Bundesstraße 45 in Höchst i. Owd verbindet.

## Geschichte
Ortsgeschichte
Die älteste erhaltene Erwähnung des Dorfes stammt von 1314. Der damalige Ortsname lautete Phirdisbache. Möglicherweise leitet sich das Bestimmungswort vom althochdeutschen Wort *pfarrich „Einfriedung, Pferch“ ab. Pfirschbach gehörte zur Herrschaft Breuberg und kam mit ihr 1806 zum Großherzogtum Hessen. Nach Auflösung der alten Amtsstruktur 1822 fiel der Ort in den Zuständigkeitsbereich des Landgerichts Höchst, nach der Reichsjustizreform von 1877 ab 1879 in den des Amtsgerichts Höchst im Odenwald.
Der Ort hatte im Jahre 1939 insgesamt 142 Einwohner und gehörte zum damaligen Landkreis Erbach.
Am 31. Dezember 1971 wurde die bis dahin selbständige Gemeinde Pfirschbach im Zuge der Gebietsreform in Hessen auf freiwilliger Basis in die Gemeinde Höchst im Odenwald eingemeindet.
Für Pfirschbach sowie für die übrigen im Zuge der Gebietsreform eingegliederten Gemeinden von Höchst i. Odw. wurden Ortsbezirke gebildet.

## Bevölkerung
Einwohnerstruktur 2011
Nach den Erhebungen des Zensus 2011 lebten am Stichtag, dem 9. Mai 2011 in Pfirschbach 255 Einwohner. Darunter waren 12 (4,7 %) Ausländer. Nach dem Lebensalter waren 30 Einwohner unter 18 Jahren, 114 waren zwischen 18 und 49, 54 zwischen 50 und 64 und 57 Einwohner waren älter. Die Einwohner lebten in 129 Haushalten. Davon waren 39 Singlehaushalte, 45 Paare ohne Kinder und 30 Paare mit Kindern, sowie 12 Alleinerziehende und 3 Wohngemeinschaften. In 24 Haushalten lebten ausschließlich Senioren und in 87 Haushaltungen leben keine Senioren.
Einwohnerentwicklung
- 1730: 5 wehrfähige Männer[3]
- 1961: 165 evangelische (= 93,22 %), 12 katholische (= 6,78 %) Einwohner[3]

| Pfirschbach: Einwohnerzahlen von 1829 bis 2015 | Pfirschbach: Einwohnerzahlen von 1829 bis 2015 | Pfirschbach: Einwohnerzahlen von 1829 bis 2015 | Pfirschbach: Einwohnerzahlen von 1829 bis 2015 | Pfirschbach: Einwohnerzahlen von 1829 bis 2015 |
| --- | ---------------------------------------------- | ---------------------------------------------- | ---------------------------------------------- | ---------------------------------------------- |
| Jahr |                                                |                                                |                                                | Einwohner                                      |
| 1829 | 1829                                           |                                                | 104                                            | 104                                            |
| 1834 | 1834                                           |                                                | 122                                            | 122                                            |
| 1840 | 1840                                           |                                                | 135                                            | 135                                            |
| 1846 | 1846                                           |                                                | 145                                            | 145                                            |
| 1852 | 1852                                           |                                                | 151                                            | 151                                            |
| 1858 | 1858                                           |                                                | 126                                            | 126                                            |
| 1864 | 1864                                           |                                                | 133                                            | 133                                            |
| 1871 | 1871                                           |                                                | 153                                            | 153                                            |
| 1875 | 1875                                           |                                                | 150                                            | 150                                            |
| 1885 | 1885                                           |                                                | 147                                            | 147                                            |
| 1895 | 1895                                           |                                                | 141                                            | 141                                            |
| 1905 | 1905                                           |                                                | 161                                            | 161                                            |
| 1910 | 1910                                           |                                                | 166                                            | 166                                            |
| 1925 | 1925                                           |                                                | 144                                            | 144                                            |
| 1939 | 1939                                           |                                                | 142                                            | 142                                            |
| 1946 | 1946                                           |                                                | 209                                            | 209                                            |
| 1950 | 1950                                           |                                                | 219                                            | 219                                            |
| 1956 | 1956                                           |                                                | 186                                            | 186                                            |
| 1961 | 1961                                           |                                                | 177                                            | 177                                            |
| 1967 | 1967                                           |                                                | 201                                            | 201                                            |
| 1970 | 1970                                           |                                                | 208                                            | 208                                            |
| 1980 | 1980                                           |                                                | ?                                              | ?                                              |
| 1990 | 1990                                           |                                                | ?                                              | ?                                              |
| 2000 | 2000                                           |                                                | ?                                              | ?                                              |
| 2005 | 2005                                           |                                                | 292                                            | 292                                            |
| 2010 | 2010                                           |                                                | 261                                            | 261                                            |
| 2011 | 2011                                           |                                                | 255                                            | 255                                            |
| 2015 | 2015                                           |                                                | 263                                            | 263                                            |
| Datenquelle: Historisches Gemeindeverzeichnis für Hessen: Die Bevölkerung der Gemeinden 1834 bis 1967. Wiesbaden: Hessisches Statistisches Landesamt, 1968. Weitere Quellen: LAGIS; Gemeinde Höchst im Owd.: 2005–2015; Zensus 2011 |                                                |                                                |                                                |                                                |

## Politik
Für Pfirschbach besteht ein Ortsbezirk (Gebiete der ehemaligen Gemeinde Pfirschbach) mit Ortsbeirat und Ortsvorsteher nach der Hessischen Gemeindeordnung. Der Ortsbeirat besteht aus drei Mitgliedern. Bei den Kommunalwahlen in Hessen 2021 betrug die Wahlbeteiligung zum Ortsbeirat 62,22 %. Dabei wurden gewählt: drei Mitglieder der SPD. Der Ortsbeirat wählte Michael Flechsenhar (SPD) zum Ortsvorsteher.